# 無鬚真裸皮鮋
無鬚真裸皮鮋（学名：Tetraroge niger）為輻鰭魚綱鮋形目鮋亞目真裸皮鮋科的其中一種，為熱帶海水魚，分布於印度西太平洋琉球群島、印尼、菲律賓、新幾內亞、印度半鹹水、海域，體長可達13.5公分，棲息在沿岸泥底質河口、紅樹林，稀有，生活習性不明，具有毒性。
其种加词“niger”意为“黑色的”。